# Мелітопольський тролейбус
Мелітопольський троле́йбус — проєкт тролейбусної системи, що передбачав будівництво у Мелітополі, другому за кількістю населення місті Запорізької області.

## Історія
У 1971 році був розроблений проєкт будівництва трьох тролейбусних ліній:
| 1 | Завод «Автокольорлит»                   | Залізничний вокзал                                   |
| 2 | Соборна площа (колишня — пл. Революції) | Тролейбусне депо                                     |
| 3 | Соборна площа (колишня — пл. Революції) | Інтеркультурна вулиця (колишня — вул. Дзержинського) |

У 1974 році передбачалося розпочати роботи з будівництва тролейбусного депо на 100 машиномісць.

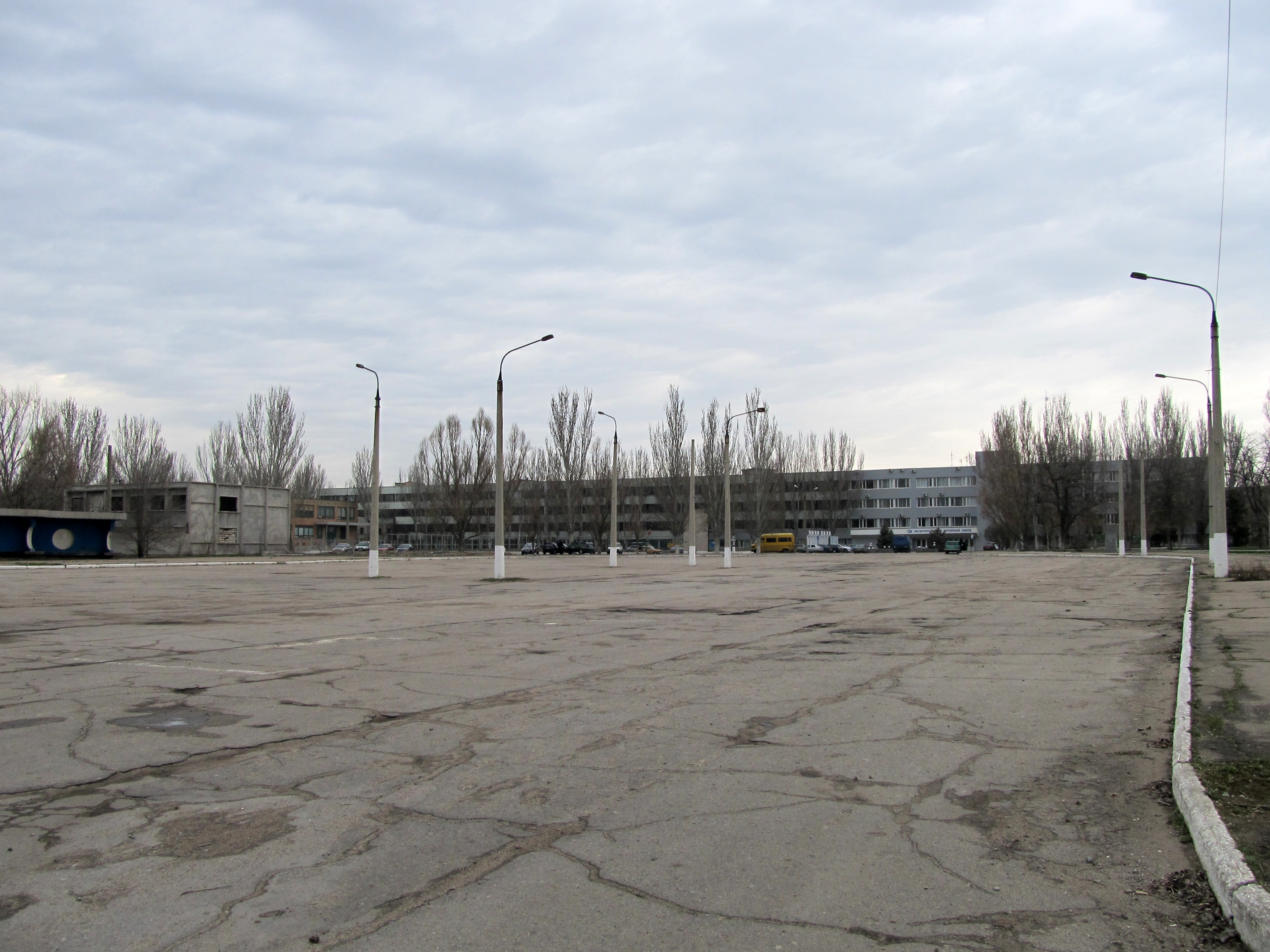
Площа біля підприємства «Автокольорлит»

У 1988 року розпочалися роботи за оновленим проєктом. На перетині вулиць Фрунзе (Гетьмана Сагайдачного) та Нестеренка був побудований корпус тролейбусного депо на 69 місць із запланованим розширенням до 100 місць. Для здійснення заїзду до депо було розширено вулицю Нестеренка. Також розпочалося будівництво чотирьох тягових підстанцій. Водночас розпочато будівництво першої лінії завдовжки 13,6 км від залізничного вокзалу вулицею Гризодубової, бульваром 30-річчя Перемоги, проспектами 50-річчя Перемоги та Богдана Хмельницького, вулицею Леваневського та Каховським шосе до заводу «Автокольорлит». У 1996 році передбачалося відкриття тролейбусного руху в місті Мелітополь, проте через брак фінасування будівництво так і не було завершено.
22 вересня 2017 року міський голова Мелітополя Сергій Мінько запропонував повернутися до ідеї будівництва тролейбусної системи.

## Цікаві факти
- Мелітополь очолює п'ятірку найбільших за населенням міст України, в яких відсутній будь-який міський громадський електротранспорт (трамвай, тролейбус, метрополітен). Також до цього переліку входять Бердянськ, Нікополь, Павлоград, Кам'янець-Подільський та Ужгород[5].
- Мелітополь — друге за населенням місто України, в якому відсутня тролейбусна система. Першу сходинку серед подібних міст посідає Кам'янське[5].
- МКП «Мелітопольелектротранс» розташоване за адресою недобудованого депо[6], надалі опікувалося ринком та автостоянкою на вулиці Казарцева[7]. У 2007 році МКП «Мелітопольелектротранс» визнано банкрутом[8].